# Millor guió (Saló del Còmic de Barcelona)
El premi al millor guió es va atorgar al Saló del còmic de Barcelona entre les edicions de 1995 i la del 2011.

## Palmarès
| Any                                                  | Títol                         | Autor                  | Editorial |
| ---------------------------------------------------- | ----------------------------- | ---------------------- | --------- |
| 1995                                                 |                               |                        |           |
| Perico Carambola                                     | Ignacio Vidal-Folch           | Glénat                 |           |
| El artefacto perverso                                | Felipe Hernández Cava         |                        |           |
| Impresiones de la isla                               | Carlos Portela                |                        |           |
| Dieter Lumpen                                        | Jorge Zentner                 |                        |           |
| 1996                                                 |                               |                        |           |
| La parejita                                          | Manel Fontdevila              |                        |           |
| (demés candidats desconeguts. A completar)           |                               |                        |           |
| 1997                                                 |                               |                        |           |
| El artefacto perverso                                | Felipe Hernández Cava         | Planeta DeAgostini     |           |
| Calavera Lunar                                       | Albert Monteys                | Camaleón               |           |
| (demés candidats desconeguts. A completar)           |                               |                        |           |
| 1998                                                 |                               |                        |           |
| El prolongado sueño del doctor T                     | Max                           | La Cúpula              |           |
| Black Deker                                          | Fernando de Felipe            | Glénat                 |           |
| El peu fregit                                        | Miguel Calatayud              | Camarasa               |           |
| El peu fregit                                        | Miguel Calatayud              | Mc Diego               |           |
| 1999                                                 |                               |                        |           |
| Lope de Aguirre. La expiación                        | Felipe Hernández Cava         | Edicions de Ponent     |           |
| Freaks in Love                                       | Sergio Córdoba                | Subterfuge Comix       |           |
| Un largo silencio                                    | Miguel Gallardo               | Edicions de Ponent     |           |
| La parejita                                          | Manel Fontdevila              | El Jueves              |           |
| 2000                                                 |                               |                        |           |
| Paracuellos 3                                        | Carlos Giménez                | Glénat                 |           |
| Para ti que eres joven                               | Manel Fontdevila              | El Jueves              |           |
| Para ti que eres joven                               | Albert Monteys                | El Jueves              |           |
| Simple                                               | Silvestre                     | Edicions de Ponent     |           |
| Raspa Kids                                           | Álex Fito                     | Medio Muerto           |           |
| Alter Rollo 2                                        | Mauro                         | La Factoría de Ideas   |           |
| 2001                                                 |                               |                        |           |
| Tabú                                                 | Jorge Zentner                 | Edicions de Ponent     |           |
| Recortes de Hostias                                  | Mauro Entrialgo               |                        |           |
| Herminio Bolaextra #2                                | Mauro Entrialgo               |                        |           |
| La Parejita. Te quiero, ¿puedes bajar la basura?     | Manel Fontdevila              |                        |           |
| Para ti que eres joven                               | Albert Monteys                |                        |           |
| Para ti que eres joven                               | Manel Fontdevila              |                        |           |
| 2002                                                 |                               |                        |           |
| El hombre con miedo                                  | Hernán Migoya                 |                        |           |
| Vanidad                                              | Luís Durán                    | Sinsentido             |           |
| El juego lúgubre                                     | Paco Roca                     |                        |           |
| Todo está perdido                                    | Paco Alcazar                  |                        |           |
| V-Girl                                               | Felipe Hernández Cava         |                        |           |
| 2003                                                 |                               |                        |           |
| Atravesado por la flecha                             | Luis Durán                    | Astiberri              |           |
| 4 botas                                              | Keko                          | Edicions de Ponent     |           |
| Manual de instrucciones para libros de instrucciones | Bernardo Vergara              | Astiberri              |           |
| Oro Rojo                                             | Quim Bou                      | Dude Comics            |           |
| Wake Up                                              | Javier Rodríguez              | Glénat                 |           |
| 2004                                                 |                               |                        |           |
| Antoine de las tormentas                             | Luis Durán                    | Astiberri              |           |
| Ángel Sefija                                         | Mauro Entrialgo               | El Jueves              |           |
| El diario sentimental de Julián Pi                   | Lorenzo Gómez                 | Astiberri              |           |
| Modotti. Una mujer del siglo XX                      | Ángel de la Calle             | Sins Entido            |           |
| Urbano. Mi colega invita                             | Bernardo Vergara              | Astiberri              |           |
| 2005                                                 |                               |                        |           |
| A mansión dos Pampín                                 | Miguelanxo Prado              | Norma                  |           |
| De ballenas y pulgas                                 | Fermín Solís                  | Ariadna                |           |
| El vecino                                            | Santiago García               | Astiberri              |           |
| Extramuros                                           | Santiago Valenzuela           | Edicions de Ponent     |           |
| Los profesionales                                    | Carlos Giménez                | Glénat                 |           |
| 2006                                                 |                               |                        |           |
| Carlitos Fax                                         | Albert Monteys                | El Jueves              |           |
| Capital de provincias del dolor                      | Santiago Valenzuela           | Edicions de Ponent     |           |
| La ilusión de Overlain                               | Luis Durán                    | Planeta DeAgostini     |           |
| Cuerda de presas                                     | Jorge García i Fidel Martínez | Astiberri              |           |
| Modotti 2                                            | Ángel de la Calle             | Sin Sentido            |           |
| 2007                                                 |                               |                        |           |
| Bardín el superrealista                              | Max                           | La Cúpula              |           |
| El Banyan Rojo                                       | Carlos Vermut                 | Dibbuks                |           |
| El viaje de Gasparetto                               | Luis Durán                    | Dolmen                 |           |
| La casa del muerto                                   | Keko                          | Edicions de Ponent     |           |
| La tetería del oso malayo                            | David Rubín                   | Astiberri              |           |
| 2008                                                 |                               |                        |           |
| Arrugues                                             | Paco Roca                     | Astiberri              |           |
| El Evangelio de Judas                                | Alberto Vázquez               | Astiberri              |           |
| El gabinete del doctor Salgari                       | Santiago Valenzuela           | Astiberri              |           |
| Bienvenido al mundo. Enciclopedia Universal Clismon  | Miguel Brieva                 | Reservoir Books        |           |
| María y yo                                           | Miguel Gallardo               | Astiberri              |           |
| 2009                                                 |                               |                        |           |
| Les serps cegues                                     | Felipe Hernández Cava         | BD Banda               |           |
| 36-39. Malos tiempos 2                               | Carlos Giménez                | Glénat                 |           |
| Jazz Maynard 3: contra viento y Marea                | Raule                         | Diábolo                |           |
| Lo que el viento trae                                | Jaime Martín                  | Norma                  |           |
| El manual de mi mente                                | Paco Alcázar                  | Random House Mondadori |           |
| 2010                                                 |                               |                        |           |
| El arte de volar                                     | Antonio Altarriba             | Edicions de Ponent     |           |
| El vecino 3                                          | Santiago García               | Astiberri              |           |
| Ken Games 1: Pierre                                  | José Manuel Robledo           | Diábolo                |           |
| Las calles de arena                                  | Paco Roca                     | Astiberri              |           |
| Silvio José, emperador                               | Paco Alcázar                  | El Jueves              |           |
| 2011                                                 |                               |                        |           |
| El invierno del dibujante                            | Paco Roca                     | Astiberri              |           |
| Blacksad 4. El infierno, el silencio                 | Juan Díaz Canales             | Norma                  |           |
| Ken Games 3: Ciseaux                                 | José Manuel Robledo           | Diábolo                |           |
| Duelo de caracoles                                   | Pere Joan                     | Sins Entido            |           |